# Apáthy Jenő
Apáthy Jenő (Budapest, 1883. június 29. – Budapest, 1959. július 17.) magyar vívó, olimpikon.
Az 1906. évi nyári olimpiai játékokon, Athénban indult, amit később nem hivatalos olimpiává nyilvánított a Nemzetközi Olimpiai Bizottság. Ezen az olimpián négy vívószámban indult: tőrvívásban helyezés nélkül zárt, kardvívásban 6. lett és csapat kardvívásban 4. lett és háromtalálatos kardvívásban 5. lett.
A következő 1908. évi nyári olimpiai játékokon, Londonban visszatért, egy vívószámban újra elindult: kardvívásban helyezés nélkül zárt, a kardcsapat tagjaként azonban aranyérmet szerzett.
Klubcsapata a Budapesti Budai Torna Egylet volt.